# Ania z Zielonego Wzgórza (serial animowany)
Ania z Zielonego Wzgórza (ang. Anne of Green Gables: The Animated Series, 2001–2002) – kanadyjski serial animowany dawniej emitowany w Polsce na kanale TVP 1 w latach 2004-2006. Animowana adaptacja słynnej, opublikowanej w 1908 r. powieści dla dziewcząt kanadyjskiej pisarki Lucy Maud Montgomery "Ania z Zielonego Wzgórza".

## Opis fabuły
Główna bohaterka to 11-letnia gadatliwa Ania Shirley, obdarzona bujną wyobraźnią, gorącym sercem i ognistorudymi włosami, bardzo wcześnie została sierotą. Szczęśliwym trafem dziewczynka zostaje przygarnięta przez rodzeństwo Marylę i Mateusza Cuthbertów mieszkających na wsi, w Avonlea. Tam Ania przeżywa najwspanialsze chwile swojego dzieciństwa, ale też uczy się stawiać czoło
problemom. Zaprzyjaźnia się ponadto z Dianą, Gilbertem i Feliksem.

## Bohaterowie
- Ania
- Gilbert
- Feliks
- Diana

## Wersja polska
Opracowanie wersji polskiej: Telewizja Polska Agencja Filmowa
Reżyseria: Dorota Kawęcka
Dialogi na podstawie tłumaczenia: Veroniki Di Folco – Ewa Prugar
Dźwięk: Wiesław Jurgała
Montaż: Danuta Rajewska
Kierownik produkcji: Monika Wojtysiak
Tekst piosenki: Wiesława Sujkowska
Opracowanie muzyczne: Piotr Gogol
Wystąpili:
- Joanna Jabłczyńska – Ania Shirley
- Agnieszka Fajlhauer
- Miriam Aleksandrowicz
- Anna Sroka
- Katarzyna Skolimowska
- Włodzimierz Bednarski – Mateusz
- Kacper Kuszewski – Gilbert

oraz:
- Iwona Rulewicz
- Janusz Wituch
- Beata Jankowska-Tzimas
- Magdalena Krylik
- Elżbieta Kijowska
- Cezary Kwieciński
- Agnieszka Kunikowska
- Joanna Jędryka

i inni
Lektor: Maciej Gudowski

## Spis odcinków
| N/o            | Polski tytuł                 | Angielski tytuł               |
| -------------- | ---------------------------- | ----------------------------- |
|                |                              |                               |
| SERIA PIERWSZA |                              |                               |
|                |                              |                               |
| 01             | Marchewka                    | Carrots                       |
|                |                              |                               |
| 02             | Opiekunka do dziecka         | Babysitter Blues              |
|                |                              |                               |
| 03             | Przybłęda                    | The Stray                     |
|                |                              |                               |
| 04             | Partner                      | The Best Partner              |
|                |                              |                               |
| 05             | Kwestia zasad                | A Question of Rules           |
|                |                              |                               |
| 06             | Toffi                        | Taffy                         |
|                |                              |                               |
| 07             | Czarownica z Avonlea         | The Witch of Avonlea          |
|                |                              |                               |
| 08             | Bufiaste rękawy              | The Sleeves                   |
|                |                              |                               |
| 09             | Zwiastun Avonlena            | The Avonlea Herald            |
|                |                              |                               |
| 10             | (Prawdziwy przyjaciel)       | One True Friend               |
|                |                              |                               |
| 11             | Ukryty skarb                 | Lost and Found                |
|                |                              |                               |
| 12             | Plotka                       | Idle Chatter                  |
|                |                              |                               |
| 13             | Zły chłopiec                 | A Bully by the Horns          |
|                |                              |                               |
| 14             | Szekspir i lody              | The Ice Cream Promise         |
|                |                              |                               |
| 15             | Zaćmienie Księżyca           | Chores Eclipsed               |
|                |                              |                               |
| 16             | Pokaz pływacki               | The Swim of Things            |
|                |                              |                               |
| 17             | Motyle                       | Butterflies                   |
|                |                              |                               |
| 18             | Postaw się na jego miejscu   | A Walk in His Shoes           |
|                |                              |                               |
| 19             | Prawdziwe oblicze Peg Bowen  | A Square Peg                  |
|                |                              |                               |
| 20             | Szklane kulki                | Marbles                       |
|                |                              |                               |
| 21             | Och, Bracie                  | Oh Brother                    |
|                |                              |                               |
| 22             | Przesądy                     | A Condition of Superstition   |
|                |                              |                               |
| 23             | Oczekiwany bohater           | A Welcome Hero                |
|                |                              |                               |
| 24             | Najlepsza pułapka na myszy   | A Better Mousetrap            |
|                |                              |                               |
| 25             | Klub Rycerzy Pokrewnych Dusz | No Anne is an Island          |
|                |                              |                               |
| 26             | Znikające kieszonkowe        | Anne's Disappearing Allowance |
|                |                              |                               |